# Cirrochroa haetera
Cirrochroa haetera är en fjärilsart som beskrevs av Felder 1867. Cirrochroa haetera ingår i släktet Cirrochroa och familjen praktfjärilar. Inga underarter finns listade i Catalogue of Life.